# Zdeněk Tmej
Zdeněk Tmej (5. července 1920 – 22. července 2004) byl český reportážní a dokumentární fotograf.

## Život
Vystudoval Státní grafickou školu a několik let dělal asistenta špičkovému českému reportérovi Karlu Hájkovi. Proslavil se svými fotografiemi z válečného totálního nasazení.
Své fotografie publikoval v prvorepublikovém tisku již od svých 16 let. Spolupracoval zejména s časopisy nakladatelství Melantrich a s Pestrým týdnem. Za druhé světové války a ještě několik let po ní spolupracoval s dalšími špičkovými autory Karlem Ludwigem a Václavem Chocholou při fotografování divadla a baletu (většinou pro tiskovou službu Národního divadla nebo pro Lucernafilm).
Do dějin světové fotografie se zapsal originálním souborem z totálního nasazení v polské Vratislavi (tehdejší německá Breslau). Tmej zde byl nasazen mezi roky 1943–1944 na práci při překládání poštovních zásilek. Během svého pobytu zde vytvořil soubor několika desítek fotografií zachycujících běžný život nasazených mužů. V jeho snímcích není prvoplánový vzruch, není tam nikdo mučen či mlácen, přesto z nich dýchá smutek, drobné lidské utrpení, ani ne újma fyzická jako spíš duševní. Fotografoval většinou za přirozeného osvětlení nebo s jedinou žárovkou na film s nevelkou citlivostí 19 DIN. Fotografie vyšly knižně po válce pod názvem Abeceda duševního prázdna s doprovodným textem Alexandry Urbanové.
V roce 1944 uprchl do Prahy. Během květnové revoluce vyfotografoval několik snímků, z nichž mezi nejsilnější patří raněný německý voják na pražské dlažbě. Společně s Ludwigem a Chocholou těsně po skončení války podnikl dobrodružnou fotografickou cestu do poraženého Německa.
Po únoru 1948 Tmej fotografoval představení Státního souboru písní a tanců. V roce 1951 dostali Tmej a Ludwig nabídku od generálního tajemníka KSČ Rudolfa Slánského na založení fotograficko-propagačního oddělení Komunistické strany Československa. Po odstranění Slánského z jeho pozice nabídka skončila.
Tmej byl od roku 1958 sedm let vězněn komunistickým režimem. Po návratu z vězení se věnoval reklamě a dokumentování demolic a přestaveb v pražských Vysočanech.